# Nelly de Rooij
Petronella Johanna Nelly de Rooij (ur. 30 lipca 1883 w Weesp, zm. 10 czerwca 1964 w Arnhem) – holenderska zoolog, badaczka płazów i gadów.

## Życiorys
Studiowała w Amsterdamie, gdzie w 1904 roku uzyskała dyplom. Z powodu ograniczeń prawnych uniemożliwiających kobietom prowadzenie pracy naukowej w Holandii kontynuowała studia w Zurychu, gdzie w 1907 roku obroniła pracę doktorską poświęconą układowi sercowo-naczyniowemu salamandry z rodzaju Andrias. W tym samym roku podjęła pracę jako kurator zbiorów gadów i płazów w muzeum zoologicznym na Uniwersytecie Amsterdamskim. W 1922 roku, w wyniku reformy administracyjnej, została zmuszona do rezygnacji z tego stanowiska.
Choć jej kariera naukowa była stosunkowo krótka, wniosła istotny wkład w rozwój herpetologii obszaru Archipelagu Malajskiego. Opublikowała na ten temat dwutomową monografię The Reptiles of the Indo-Australian Archipelago (wyd. E.J. Brill Ltd., Lejda 1915, 1917), w której opisała kilka nowych dla nauki gatunków, m.in. Tribolonotus gracilis. Reprint dzieła ukazał się w 1970 roku nakładem wydawnictwa Asher z Vaals.